# Козлов, Александр Иванович (разведчик)
Александр Иванович Козлов (26 июля 1920, село Александровское, Ставропольский край — 3 сентября 2008, город Горячий Ключ, Краснодарский край) — советский разведчик, двойной агент.

## Биография
В 1941 году, будучи лейтенантом РККА, попал в окружение под Вязьмой и присоединился к партизанам. В 1942 году вместе с беременной супругой попал в плен к немцам, которые, оставив жену и ребёнка в заложниках, вынудили Козлова стать агентом разведцентра «Абверкоманды-103», которая имела позывной «Сатурн».
В 1942 году А. Козлов окончил разведшколу «Сатурн» и в 1943 году был заброшен с заданием в тыл советских войск в форме капитана РККА. В СССР он сразу же сдался контрразведке, где не только рассказал о своём задании, но и передал все собранные сведения о самой разведшколе, её курсантах и сотрудниках. Хотя Главное управление «Смерш» записало себе в актив перевербовку Козлова, по сути, он как кадровый разведчик уже действовал в интересах своей страны и был готов действовать дальше. Козлов сумел не просто вернуться в «Абверкоманду-103», но и дослужился до должности начальника учебной части разведцентра в звании капитана «Абвера». Успешно вербовал немецких агентов, готовившихся для заброски в советский тыл. Пользуясь своим положением в разведшколе, Козлов под различными предлогами отчислял из школы наиболее антисоветски настроенных курсантов, которых возвращали в концлагеря.
В 1945 году А. И. Козлов попал в плен к американцам, которые передали его советской стороне. В СССР он назвал 80 штатных сотрудников абверкоманды и многих учеников школы. Однако по причине совершенной секретности в личном деле А. И. Козлова не было никаких записей о его службе в разведке. Был награждён (секретно) орденом Красного Знамени. В 1949 году он был осуждён за ношение секретных наград. Реабилитирован лишь в 1993 году, когда были рассекречены некоторые документы.
Александр Иванович Козлов стал прототипом Крылова — Крамера, главного героя повести Василия Ардаматского «„Сатурн“ почти не виден» (1963). Спустя несколько лет сюжет о советском разведчике был экранизирован в виде кинотрилогии: Путь в «Сатурн», Конец «Сатурна», Бой после победы.
Только в конце 1990-х и в начале 2000-х годов на основе рассекреченных документов и интервью с Александром Козловым были сняты несколько документальных фильмов о разведчике.
Почётный гражданин города Борисова и села Александровского.
С 1974 года проживал в городе Горячий Ключ Краснодарского края, где и похоронен. В городском историческом музее им. И. Д. Попко есть экспозиция, посвящённая Александру Ивановичу Козлову.